# Heliconia zebrina
Heliconia zebrina är en enhjärtbladig växtart som beskrevs av Plowman, W.J.Kress och H.Kenn. Heliconia zebrina ingår i släktet Heliconia och familjen Heliconiaceae. Inga underarter finns listade.